# Академик Вокс
«Академик Вокс» (англ. Vox) — шестая книга серии Пола Стюарта и Криса Риддела «Воздушные пираты» и вторая из саги о Плуте Кородере. В ней продолжаются приключения Библиотечного Рыцаря Плута Кородера.

## Описание книги
Страшная засуха и каменная болезнь иссушили землям края, превратили Каменные сады в пустошь, погубили все летучие корабли. Нижним городом правят молотоголовые гоблины — Стражи Ночи, а Библиотечные учёные вынуждены скрываться в подземном Тайнограде. Жители Санктафракса предчувствуют приближение катастрофы, одного Верховного Академика Вокса это не пугает. Всеми забытый правитель строит хитроумные злокозненные планы, и важная роль в них отводится Плуту Кородеру, Библиотечному Рыцарю. Плут все бы отдал за то, чтобы воздушные корабли снова бороздили небо Края, а пока ему предстоит выдержать немало испытаний, опасных и неожиданных: рабство у Гестеры Кривошип, отвратительная роль предателя, решающая схватка с беспощадными шрайками в туннелях Тайнограда. Но Академик Вокс зря надеется на успех. Настоящий воздушный пират всегда остаётся верным своей мечте!

## Главы книги
- Глава первая. Утренний патруль
- Глава вторая. Тайноград
- Глава третья. Провалившийся дворец
- Глава четвертая. Гибельная дыра
- Глава пятая. Номер одиннадцать
- Глава шестая. Гестера Кривошип
- Глава седьмая. Кормление младенца
- Глава восьмая. Глаз Вокса
- Глава девятая. Два верховных академика
- Глава десятая. Ровно в одиннадцать
- Глава одиннадцатая. Ксант Филантайн
- Глава двенадцатая. Библиотечная флотилия
- Глава тринадцатая. Дуркотрог на посту
- Глава четырнадцатая. Амберфус
- Глава пятнадцатая. Шлак, Когтедер и Стикс
- Глава шестнадцатая. Каменная голова
- Глава семнадцатая. Битва на мосту из черного дерева
- Глава восемнадцатая. Духи Тайнограда

## Герои книги
- Плут Кородёр
- Феликс Лодд
- Вокс Верликс
- Магда Берликс
- Гестера Кривошип
- Генерал Титтаг
- Шлак и другие гоблины
- Ослиный Когть II, Когтедер и другие шрайки
- Костоглот
- Амберфус
- Фламбузия Лисохвост
- Фенбрус Лодд
- Ксант Филатайн
- Орбикс Ксаксис
- Моллус Леддикс
- Каулквейп Пентефраксис

## Битва на мосту из чёрного дерева
В конце книги между шрайками и гоблинами происходит битва. Эта битва называется битва на мосту из чёрного дерева.